# Dronninglund Kirke
Dronninglund Kirke er en kirke i Dronninglund Sogn, der ligger i Brønderslev Kommune.
Dronninglund Kirke er bygget et sted mellem 1160 og 1200. Den ældste del af kirken blev opført som klosterkirke for Hundslund nonnekloster, der ved reformationen kom under kronen og ved Dronning Charlotte Amalies overtagelse af Hundslund kloster, skiftede kloster og kirke navn til henholdsvis Dronninglund Slot og Kirke. Nonnerne på klosteret tilhørte benediktinerordenen. Kirken er indviet til Skt. Clemens.
Dronninglund Kirke er udvidet to gange. De to sideskibe er tilføjet i sidste halvdel af 1400-tallet, og den østlige fløj med alteret er bygget under Hans Johansen Lindenov med gravkammer under alteret. Kirken indeholder den ældste danske afbildning af en vindmølle i et kalkmaleri dateret til 1513-1523. Det meste af kirkens nuværende inventar skyldes Prinsesse Sophie Hedevig, der ejede Dronninglund slot fra 1716-1729

## Eksterne kilder og henvisninger
- Wikimedia Commons har flere filer relateret til Dronninglund Kirke
- Dronninglund Kirke Arkiveret 19. september 2015 hos  Wayback Machine hos KortTilKirken.dk
- Dronninglund Kirkes hjemmeside Arkiveret 25. januar 2010 hos  Wayback Machine
- Danmarks Kirkehistories artikel om Dronninglund Kirke Arkiveret 10. marts 2016 hos  Wayback Machine